# 尾行3
《尾行3》是日本ILLUSION在2004年1月30日發售的3D立体成人遊戲。这是《尾行》系列游戏的第三作，得益于计算机图形性能的提高和全新的人物动作捕捉建模技术的采用，《尾行3》的逼真程度和环境效果被认为较其前作《尾行2》有本质提高。按照日本法律，《尾行3》只允许在日本境内销售、使用，在日本国境之外即使是成年用户使用此软件也是不被允许的。

## 遊戲系統
是日语词汇，意为跟踪、尾随，因此《尾行》系列是即时追踪类游戏。
《尾行3》的基本形式同前作一样，是由五段互相独立的情景故事构成的，每段故事涉及一位女主角，即由玩家所操作的男主角鹿取拓海的尾行对象。鹿取在不同故事中扮演不同的身份，分别是大学生、私人侦探、小职员、实习医生和无业游民，但其共同点就是好色，并对女主角有强烈的性冲动。在游戏正式内容（尾行）开始前，会以视觉小说的形式呈现故事背景。游戏的目的是控制鹿取拓海在深夜中尾随女主角而不被发现，直到僻静无人处下手，袭击女主角并将其强奸凌辱，或者是在持有特定道具并尾行到底的特定情况下，使剧情发展成为男女主角两情相悦的纯爱并以性爱收场。在尾行的过程中，如果被女主角发现，被警察怀疑或者遭遇交通事故，则游戏失败。如果长时间蛰伏隐蔽导致女主角走出视线之外，同样导致游戏失败。如果尾行至重点但没有结局道具的话，也会导致游戏失败。因此在不引起怀疑的情况下保持尾行并拾取相关道具，是获胜的条件和游戏的重点，也是对于玩家技能和脑力的挑战。一旦尾行成功，便会进入高度仿真的性交模式，在此模式下玩家不仅能完成传统的前戏和正戏，亦有机会对女主角使用尾行途中拾获的道具，主要是一些性玩具，SM用品或情趣物品等等。
除了图像质量的提高，《尾行3》加入了《尾行2》所不具备的新功能，包括第一人称视角（按F5启用），可极大增强尾行体验的现场感；下蹲动作能够提高在开阔地形下躲避注意的成功率。另外主角可以因地制宜地遁入废井或垃圾筒等设施中隐蔽自己，同时向外窥视女主角的动向，颇有喜剧效果，让人感叹主角鹿取对于尾行活动的执着心和灵活机动的创造性思维。

### 道具
玩家在尾行过程中可以拾取路上的道具。道具分为两类，一类H道具，拾取后显示在右下方的道具槽处，一类是结局道具，拾取后显示在左上方的面具处。H道具有三个，其中两个是饰品，如眼镜、项圈、兔耳装饰等，在纯爱结局和凌辱结局中均可让女方佩戴，另一个是关键H道具，仅能在凌辱结局中使用。结局道具有两个，分别是纯爱结局道具和凌辱结局道具，分别决定了两个结局。

### 结局
游戏共五条故事线，每个故事线均有纯爱和凌辱两个结局。如果玩家仅持有凌辱结局道具，那么在非观赏ATTACK点袭击女主角便可以触发凌辱结局，也可完成九个场景的尾行后触发。如果玩家仅持有纯爱结局道具，那么在完成九个场景的尾行后就会自动触发纯爱结局。

### H情景
玩家无论是触发纯爱结局还是凌辱结局都会进入H情景，不过略有不同。纯爱H情景由三个过程组成，分别是前戏抚摸及亲吻、口交和正戏阴茎插入；凌辱H情景在持有关键H道具的情况下由三个过程组成，分别是前戏的扯下衣物、殴打，使用道具进行凌辱如插入振动棒、灌肠，以及正戏的阴茎插入，如果未持有关键H道具则没有使用道具凌辱这一环节。
在正戏环节，有三种性交体位供玩家选择，不同的女主角、不同的结局体位略有不同。同时在屏幕左侧会显示兴奋条，当兴奋条达到最大值后继续性交，男主角的动作强度会加大，最后射精达到性高潮，此时H场景结束。如果在兴奋条达到最大值后松开鼠标暂停性交，兴奋值会跌落，继续性交兴奋值又会继续增长直到达到最大值，如此反复。

## 人物简介
鹿取拓海
男主角，玩家所控制的人物，日本青少年，在不同的故事中有不同的身份。
桑原铃（／）
女大学生，担任义务图书管理员，鹿取为完成以北欧神话为主题的论文作业而发愁，去图书馆借书，遇到爱读书的桑原并与之搭讪。回家路上，恰好看到桑原独自一人夜归，遂对其起了邪念。
绫濑丽子（／）
成熟丰满的女医生。她的姐姐是在同一家医院工作的护士，于两年前跳楼自杀。丽子怀疑医院的院长龙造寺大作是幕后黑手，迫切希望调查真相，为姐姐报仇，不料心切露出马脚，遭到院长怀疑。实习医生鹿取受到院长兼父亲的老朋友龙造寺大作以怀疑购买药物的公款被盗用为由的委派而暗地里观察丽子的行动。鹿取在资料室偶然发现了关于丽子姐姐的一份报纸，上面称丽子的姐姐是因为进行药物不法买卖而畏罪自杀。这时，鹿取透过窗户看到独自夜归的绫濑丽子，出于院长的委派和自身的好奇便开始了对绫濑丽子的尾行。
克莉丝莱比
失忆的白人女特种兵，得知私家侦探鹿取接受美国军界人士巴库达的委托来调查自己，决定将鹿取以消声手枪灭口。而鹿取具有古代忍者刀枪不入的特殊基因，遭到暗杀并没有死。鹿取在高额报酬和强烈报复心的驱使下，跟踪克莉斯，无意间发现关于克里斯身世的惊人秘密。
富士川真由（／）
24小时快餐店女服务员，身材娇小，天真无邪。单身宅男鹿取经常从富士川工作的快餐店买汉堡充饥，两人就此认识，富士川对于鹿取有模糊的好感，对其以「哥哥」（お兄さん）相称。某日，鹿取深夜叫外卖，恰好是富士川送货。几天后的夜晚，鹿取发现独自送外卖的真由，便开始的对她的尾行。
神乐泠（／）
日本巫女，面容姣好，穿着白色和服与红色袴，手持日本刀，行踪神秘。某日深夜出行去参加宗教仪式，被游手好闲，流氓成性的无业游民鹿取盯上。

## 相关

### 央视误用《尾行3》视频
2009年12月15日上午10点38分左右，中央电视台新闻频道的新闻直播间播报了一则以《花朵在网游中迷失 只为报复妈妈》的新闻，记者采访了一位化名小晴的沉迷网络游戏的少女。小晴表示自己平时喜欢玩的网络游戏是《劲舞团》，不过这时候画面却是单机日本成人游戏《尾行3》的宣传片，并于画面右上角标示「网络游戏画面」。

### 苹果应用商店出现假冒的《尾行3》
2012年4月11日，一款售价18元人民币、名为《尾行3》的游戏在苹果应用商店上架。游戏说明中写着「不建议18岁以下年龄人员下载和使用该游戏软件」，并附有日语说明。该游戏以桑原铃作为游戏图标，但此处的桑原铃并非穿着绿白相间的校服，而是红黄相间。而在应用商店中也可以看出这款游戏的开发商并非ILLUSION，而是一个名为「XINXIN CUI」的开发商。游戏的内容也和《尾行3》完全不同，是一个2D射击类游戏。ILLUSION的另外一部知名作品《电车之狼》也有过类似的被冒名现象。

## 外部連結
- 《尾行3》官方网站[] （存档于2008年5月30日）
- ILLUSION官方网站 （页面存档备份，存于）